# Ariadne personata
Ariadne personata är en fjärilsart som beskrevs av James John Joicey och Talbot 1921. Ariadne personata ingår i släktet Ariadne och familjen praktfjärilar. Inga underarter finns listade i Catalogue of Life.